# Lituus

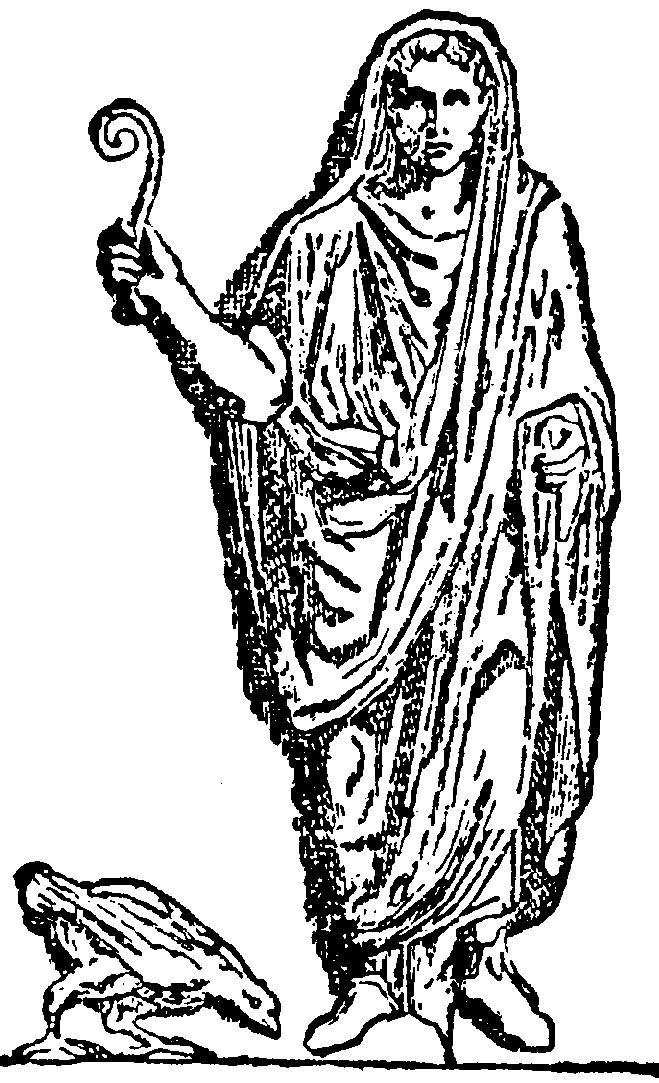
Àugur amb el lituus

El lituus era el bastó que portaven els àugurs com a insígnia i com a instrument per preveure el futur. Tenia el cap en espiral o caragol.
Sembla que la paraula era d'origen etrusc i significava 'tort', però està vinculada amb el verb lito, 'obtenir bons presagis'. Els àugurs, que realitzaven les seves arts endevinatòries a partir del vol de les aus, amb el lituus dividien l'espai visible del cel en «regions», que eren setze als rituals etruscos i quatre als romans, segons diu Ciceró. Després s'asseia i observava detalladament les aus que apareixien, la manera com volaven, la seva direcció, el so de les ales, els cants que feien i en quin costat es trobaven. La observació del vol de les aus indicava el favor o la desgracia que portarien els déus, per un determinat succés.
Es creu que d'aquest bastó es va originar el bàcul pastoral usat pels bisbes.